# مردانه بکش
مردانه بکش فیلمی در ژانر وسترن به کارگردانی و نویسندگی دموفیلو فیدانی محصول سال ۱۳۴۷ است.

## بازیگران
- محمدعلی فردین
- فابیو تستی
- جف کامرون
- همایون
- اتوره مانی
- کریسیتنا پنتس
- لوچانو دوریا

- «مردانه بکش». سوره‌سینما. دریافت‌شده در ۳۰ اوت ۲۰۱۳.
- «لیست کامل عوامل فیلم مردانه بکش». سوره‌سینما. دریافت‌شده در ۳۰ اوت ۲۰۱۳.
- مردانه بکش در بانک اطلاعات اینترنتی فیلم‌ها (IMDb)